# Нови талас британског хеви метала
Нови талас британског Хеви метала (енгл. New Wave of British Heavy Metal) је поджанр веће жанровске групе хеви метал. Појавио се у касним 70им у Уједињеном Краљевству, као реакција на слабљење раних хеви метал група (Лед Цепелин, Дип Парпл). Предводником овог жанра се сматра британска група Ајрон мејден заједно са групама Дајмонт хед и Моторхед. Такође је био реакција против Панк рока, и ако се у овом жанру јављају доста елемената панк рока. Овај жанр се сматра главним утицајем жанра екстремног метала.